# Coupe du monde de cyclisme sur piste 2005-2006
Navigation
Coupe du monde 2004-2005 Coupe du monde 2006-2007
La Coupe du monde de cyclisme sur piste 2005–2006 est une compétition de cyclisme sur piste organisée par l'Union cycliste internationale. La saison a débuté le 4 novembre 2005 et s'est terminée le 16 mars 2006

## Classement par nations
| Rang | Pays/Équipe     | Mos | Man | L.A | Syd | Points |
| ---- | --------------- | --- | --- | --- | --- | ------ |
| 1    | Pays-Bas        | 38  | 108 | 75  | 93  | 314    |
| 2    | Russie          | 104 | 36  | 67  | 73  | 280    |
| 3    | Allemagne       | 99  | 99  | 40  | 20  | 258    |
| 4    | Australie       | 62  | 49  | 40  | 72  | 223    |
| 5    | France          | 35  | 53  | 73  | 47  | 208    |
| 6    | Espagne         | 34  | 51  | 67  | 41  | 193    |
| 7    | Italie          | 33  | 29  | 56  | 71  | 189    |
| 8    | Chine           | 42  | 28  | 53  | 51  | 174    |
| 9    | Grande-Bretagne | 64  | 39  | 8   | 43  | 154    |
| 10   | Pologne         | 19  | 38  | 24  | 68  | 149    |

## Hommes

### Kilomètre

#### Résultats
| Date          | Lieu        | Vainqueur     | Deuxième          | Troisième       |
| ------------- | ----------- | ------------- | ----------------- | --------------- |
| novembre 2005 | Moscou      | Jason Queally | Carsten Bergemann | Alois Kaňkovský |
| décembre 2005 | Manchester  | Chris Hoy     | Jason Queally     | Tim Veldt       |
| janvier 2006  | Los Angeles | Ben Kersten   | Tim Veldt         | François Pervis |
| mars 2006     | Sydney      | Feng Yong     | François Pervis   | Joel Leonard    |

#### Classement
| Pos. | Cycliste        | Mos | Man | LAn | Syd | Pts |
| 1.   | Tim Veldt       | -   | 8   | 10  | 7   | 25  |
| 2.   | Jason Queally   | 12  | 10  | -   | -   | 22  |
| 3.   | Tomasz Schmidt  | 6   | 4   | 6   | 5   | 20  |
| 4.   | Feng Yong       | -   | 7   | -   | 12  | 19  |
| 5.   | François Pervis | -   | -   | 8   | 10  | 18  |

### Keirin

#### Résultats
| Date          | Lieu        | Vainqueur         | Deuxième                        | Troisième        |
| ------------- | ----------- | ----------------- | ------------------------------- | ---------------- |
| novembre 2005 | Moscou      | Andriy Vynokourov | Łukasz Kwiatkowski              | Adam Ptacnik     |
| décembre 2005 | Manchester  | Maximilian Levy   | José Antonio Escuredo Raimondez | Josiah Ng On Lam |
| janvier 2006  | Los Angeles | Shane Kelly       | Teun Mulder                     | Jamie Staff      |
| mars 2006     | Sydney      | Theo Bos          | Josiah Ng                       | Jan van Eijden   |

#### Classement
| Pos. | Cycliste                | Mos | Man | LAn | Syd | Pts |
| 1.   | Josiah Ng On Lam        | -   | 8   | 6   | 10  | 24  |
| 2.   | Andriy Vynokourov       | 12  | 7   | -   | -   | 19  |
| 3.   | José Antonio Villanueva | 6   | -   | 7   | 6   | 19  |
| 4.   | Jan van Eijden          | -   | -   | 5   | 8   | 13  |
| 5.   | Theo Bos                | -   | -   | -   | 12  | 12  |

### Vitesse individuelle

#### Résultats
| Date          | Lieu        | Vainqueur     | Deuxième         | Troisième          |
| ------------- | ----------- | ------------- | ---------------- | ------------------ |
| novembre 2005 | Moscou      | Stefan Nimke  | Craig MacLean    | Takashi Kaneko     |
| décembre 2005 | Manchester  | Theo Bos      | Teun Mulder      | Mickaël Bourgain   |
| janvier 2006  | Los Angeles | Grégory Baugé | Mickaël Bourgain | Michael Blatchford |
| mars 2006     | Sydney      | Grégory Baugé | Damian Zieliński | Arnaud Tournant    |

#### Classement
| Pos. | Cycliste           | Mos | Man | LAn | Syd | Pts |
| 1.   | Grégory Baugé      | -   | -   | 12  | 12  | 24  |
| 2.   | Teun Mulder        | -   | 10  | 6   | 6   | 22  |
| 3.   | Mickaël Bourgain   | -   | 8   | 10  | -   | 18  |
| 4.   | Lukasz Kwiatkowski | -   | 4   | 7   | 5   | 16  |
| 5.   | Arnaud Tournant    | -   | 7   | -   | 8   | 15  |

### Vitesse par équipes

#### Résultats
| Date          | Lieu        | Vainqueur                                              | Deuxième                                                       | Troisième                                                                               |
| ------------- | ----------- | ------------------------------------------------------ | -------------------------------------------------------------- | --------------------------------------------------------------------------------------- |
| novembre 2005 | Moscou      | Allemagne Carsten Bergemann Matthias John Stefan Nimke | Grande-Bretagne Chris Hoy Craig MacLean Jason Queally          | Espagne José Antonio Escuredo Raimondez Salvador Melià José Antonio Villanueva Trinidad |
| décembre 2005 | Manchester  | Grande-Bretagne Ross Edgar Chris Hoy Craig MacLean     | Pays-Bas Theo Bos Teun Mulder Tim Veldt                        | Allemagne Maximilian Levy Benjamin Wittmann Robert Förstemann                           |
| janvier 2006  | Los Angeles | France Grégory Baugé Mickaël Bourgain François Pervis  | Pologne Łukasz Kwiatkowski Krzysztof Szymanek Damian Zieliński | Australie Ryan Bayley Shane Kelly Shane Perkins                                         |
| mars 2006     | Sydney      | Pays-Bas Theo Bos Teun Mulder Tim Veldt                | France Grégory Baugé François Pervis Arnaud Tournant           | Japon Masaki Inoue Takashi Kaneko Kazunari Watanabe                                     |

#### Classement
| Pos. | Équipe          | Mos | Man | LAn | Syd | Pts |
| 1.   | Pologne         | 4   | 7   | 10  | 7   | 28  |
| 2.   | Allemagne       | 12  | 8   | 3   | -   | 23  |
| 3.   | Pays-Bas        | -   | 10  | -   | 12  | 22  |
| 4.   | France          | -   | -   | 12  | 10  | 22  |
| 5.   | Grande-Bretagne | 10  | 12  | -   | -   | 22  |

### Poursuite individuelle

#### Résultats
| Date          | Lieu        | Vainqueur     | Deuxième             | Troisième       |
| ------------- | ----------- | ------------- | -------------------- | --------------- |
| novembre 2005 | Moscou      | Jens Mouris   | Mark Jamieson        | Alexander Serov |
| décembre 2005 | Manchester  | Paul Manning  | Volodymyr Dyudya     | Levi Heimans    |
| janvier 2006  | Los Angeles | Sergi Escobar | Jens Mouris          | Jason Allen     |
| mars 2006     | Sydney      | Rob Hayles    | Alexander Khatuntsev | Michael Ford    |

#### Classement
| Pos. | Cycliste             | Mos | Man | LAn | Syd | Pts |
| 1.   | Jens Mouris          | 12  | -   | 10  | -   | 22  |
| 2.   | Alexander Khatuntsev | 1   | 1   | 4   | 10  | 16  |
| 3.   | Alexander Serov      | 8   | 7   | -   | -   | 15  |
| 4.   | Levi Heimans         | -   | -   | 7   | 6   | 13  |
| 5.   | Rob Hayles           | -   | -   | -   | 12  | 12  |
| -    | Sergi Escobar        | -   | -   | 12  | -   | 12  |
| -    | Paul Manning         | -   | 12  | -   | -   | 12  |

### Poursuite par équipes

#### Résultats
| Date          | Lieu        | Vainqueur                                                                | Deuxième                                                                     | Troisième                                                                           |
| ------------- | ----------- | ------------------------------------------------------------------------ | ---------------------------------------------------------------------------- | ----------------------------------------------------------------------------------- |
| novembre 2005 | Moscou      | Australie Peter Dawson Matthew Goss Ashley Hutchinson Mark Jamieson      | Russie Sergueï Klimov Anton Mindlin Alexander Serov Nikolay Trusov           | Ukraine Andriy Kutalo Roman Kononenko Vitaliy Popkov Volodymyr Zagorodny            |
| décembre 2005 | Manchester  | Nouvelle-Zélande Jason Allen Hayden Godfrey Timothy Gudsell Marc Ryan    | Grande-Bretagne Mark Cavendish Rob Hayles Paul Manning Chris Newton          | Pays-Bas Levi Heimans Jens Mouris Wim Stroetinga Niki Terpstra                      |
| janvier 2006  | Los Angeles | Russie Sergueï Klimov Ivan Rovny Alexander Serov Nikolay Trusov          | Pays-Bas Levi Heimans Geert-Jan Jonkman Jens Mouris Niki Terpstra            | Espagne Sergi Escobar Guillermo Ferrer Garcia David Muntaner Juaneda Carlos Torrent |
| mars 2006     | Sydney      | Danemark Casper Jørgensen Jens-Erik Madsen Michael Mørkøv Alex Rasmussen | Ukraine Lyubomyr Polatayko Maksym Polyshchuk Vitaliy Popkov Vitaliy Shchedov | Grande-Bretagne Edward Clancy Ian Stannard Andrew Tennant Geraint Thomas            |

#### Classement
| Pos. | Équipe   | Mos | Man | LAn | Syd | Pts |
| 1.   | Russie   | 10  | 5   | 12  | -   | 27  |
| 2.   | Ukraine  | 8   | 2   | 6   | 10  | 22  |
| 3.   | Pays-Bas | 6   | 8   | 10  | -   | 24  |
| 4.   | Espagne  | 7   | 7   | 8   | -   | 22  |
| 5.   | Danemark | 1   | 4   | 3   | 12  | 20  |

### Course aux points

#### Résultats
| Date          | Lieu        | Vainqueur        | Deuxième           | Troisième     |
| ------------- | ----------- | ---------------- | ------------------ | ------------- |
| novembre 2005 | Moscou      | Sebastian Cancio | Colby Pearce       | Petr Lazar    |
| décembre 2005 | Manchester  | Guido Fulst      | Peter Schep        | Martin Bláha  |
| janvier 2006  | Los Angeles | Mikhail Ignatiev | Ioánnis Tamourídis | Joan Llaneras |
| mars 2006     | Sydney      | Niki Terpstra    | Kazuhiro Mori      | Chris Newton  |

#### Classement
| Pos. | Cycliste          | Mos | Man | LAn | Syd | Pts |
| 1.   | Sergey Kolesnikov | 5   | 3   | 6   | 5   | 19  |
| 2.   | Mikhail Ignatiev  | -   | 5   | 12  | -   | 17  |
| 3.   | Sebastian Cancio  | 12  | -   | 4   | -   | 16  |
| 4.   | Niki Terpstra     | -   | -   | -   | 12  | 12  |
| -    | Guido Fulst       | -   | 12  | -   | -   | 12  |

### Scratch

#### Résultats
| Date          | Lieu        | Vainqueur       | Deuxième        | Troisième            |
| ------------- | ----------- | --------------- | --------------- | -------------------- |
| novembre 2005 | Moscou      | Ivan Kovalev    | Andreas Müller  | Jérôme Neuville      |
| décembre 2005 | Manchester  | Rafał Ratajczyk | Matthew Gilmore | Ioánnis Tamourídis   |
| janvier 2006  | Los Angeles | Walter Pérez    | Ivan Kovalev    | Taiji Nishitani      |
| mars 2006     | Sydney      | Rafał Ratajczyk | Jang Sun-jae    | Alexander Khatuntsev |

#### Classement
| Pos. | Cycliste        | Mos | Man | LAn | Syd | Pts |
| 1.   | Ivan Kovalev    | 12  | 3   | 10  | -   | 25  |
| 2.   | Rafał Ratajczyk | -   | 12  | -   | 12  | 24  |
| 3.   | Wim Stroetinga  | 4   | 6   | -   | 5   | 15  |
| 4.   | Walter Pérez    | -   | -   | 12  | -   | 12  |
| 5.   | Sun Jae Jang    | -   | -   | -   | 10  | 10  |
| -    | Matthew Gilmore | -   | 10  | -   | -   | 10  |
| -    | Andreas Müller  | 10  | -   | -   | -   | 10  |

### Américaine

#### Résultats
| Date          | Lieu        | Vainqueur                                | Deuxième                               | Troisième                                     |
| ------------- | ----------- | ---------------------------------------- | -------------------------------------- | --------------------------------------------- |
| novembre 2005 | Moscou      | Russie Mikhail Ignatiev Nikolay Trusov   | Allemagne Guido Fulst Leif Lampater    | Belgique Kenny De Ketele Steve Schets         |
| décembre 2005 | Manchester  | Allemagne Guido Fulst Leif Lampater      | Russie Mikhail Ignatiev Nikolay Trusov | Grande-Bretagne Mark Cavendish Rob Hayles     |
| janvier 2006  | Los Angeles | Argentine Ángel Darío Colla Walter Pérez | Pays-Bas Jens Mouris Niki Terpstra     | Russie Mikhail Ignatiev Nikolay Trusov        |
| mars 2006     | Sydney      | Danemark Michael Mørkøv Alex Rasmussen   | Italie Fabio Masotti Marco Villa       | Grande-Bretagne Mark Cavendish Geraint Thomas |

#### Classement
| Pos. | Équipe    | Mos | Man | LAn | Syd | Pts |
| 1.   | Russie    | 12  | 10  | 8   | 5   | 35  |
| 2.   | Allemagne | 10  | 12  | -   | 6   | 28  |
| 3.   | Danemark  | 2   | 2   | 7   | 12  | 23  |
| 4.   | Italie    | -   | 4   | 6   | 10  | 20  |
| 5.   | Pays-Bas  | 4   | 3   | 10  | 2   | 19  |

## Femmes

### 500 mètres

#### Résultats
| Date          | Lieu        | Vainqueur           | Deuxième           | Troisième          |
| ------------- | ----------- | ------------------- | ------------------ | ------------------ |
| novembre 2005 | Moscou      | Natalia Tsylinskaya | Simona Krupeckaitė | Tamilla Abassova   |
| décembre 2005 | Manchester  | Natalia Tsylinskaya | Yvonne Hijgenaar   | Victoria Pendleton |
| janvier 2006  | Los Angeles | Natalia Tsylinskaya | Shuang Guo         | Yvonne Hijgenaar   |
| mars 2006     | Sydney      | Yvonne Hijgenaar    | Elisa Frisoni      | Tamilla Abassova   |

#### Classement
| Pos. | Cycliste            | Mos | Man | LAn | Syd | Pts |
| 1.   | Natalia Tsylinskaya | 12  | 12  | 12  | -   | 36  |
| -.   | Yvonne Hijgenaar    | 5   | 10  | 8   | 12  | 35  |
| 3.   | Elisa Frisoni       | 7   | 4   | 7   | 10  | 28  |
| 4.   | Simona Krupeckaitė  | 10  | 6   | 6   | -   | 22  |
| 5.   | Tamilla Abassova    | 8   | -   | 4   | 8   | 20  |

### Keirin

#### Résultats
| Date          | Lieu        | Vainqueur        | Deuxième       | Troisième          |
| ------------- | ----------- | ---------------- | -------------- | ------------------ |
| novembre 2005 | Moscou      | Tamilla Abassova | Christin Muche | Mu Di              |
| décembre 2005 | Manchester  | Clara Sanchez    | Elisa Frisoni  | Victoria Pendleton |
| janvier 2006  | Los Angeles | Clara Sanchez    | Shuang Guo     | Elisa Frisoni      |
| mars 2006     | Sydney      | Mu Di            | Jennie Reed    | Elisa Frisoni      |

#### Classement
| Pos. | Cycliste         | Mos | Man | LAn | Syd | Pts |
| 1.   | Elisa Frisoni    | 6   | 10  | 8   | 8   | 32  |
| 2.   | Clara Sanchez    | -   | 12  | 12  | -   | 24  |
| 3.   | Mu Di            | 8   | -   | -   | 12  | 20  |
| 4.   | Tamilla Abassova | 12  | -   | -   | 6   | 18  |
| 5.   | Jennie Reed      | -   | -   | 7   | 10  | 17  |
| -    | Christin Muche   | 10  | 7   | -   | -   | 17  |

### Vitesse individuelle

#### Résultats
| Date          | Lieu        | Vainqueur           | Deuxième            | Troisième      |
| ------------- | ----------- | ------------------- | ------------------- | -------------- |
| novembre 2005 | Moscou      | Natalia Tsylinskaya | Victoria Pendleton  | Christin Muche |
| décembre 2005 | Manchester  | Victoria Pendleton  | Natalia Tsylinskaya | Shuang Guo     |
| janvier 2006  | Los Angeles | Natalia Tsylinskaya | Clara Sanchez       | Shuang Guo     |
| mars 2006     | Sydney      | Anna Meares         | Jennie Reed         | Elisa Frisoni  |

#### Classement
| Pos. | Cycliste            | Mos | Man | LAn | Syd | Pts |
| 1.   | Natalia Tsylinskaya | 12  | 10  | 12  | -   | 24  |
| 2.   | Victoria Pendleton  | 10  | 12  | -   | -   | 22  |
| 3.   | Elisa Frisoni       | -   | 5   | 5   | 8   | 18  |
| 4.   | Anna Meares         | -   | 4   | -   | 12  | 16  |
| 5.   | Clara Sanchez       | -   | 6   | 10  | -   | 16  |

### Poursuite individuelle

#### Résultats
| Date          | Lieu        | Vainqueur         | Deuxième          | Troisième         |
| ------------- | ----------- | ----------------- | ----------------- | ----------------- |
| novembre 2005 | Moscou      | Li Meifang        | Wendy Houvenaghel | Olga Slyusareva   |
| décembre 2005 | Manchester  | Katherine Bates   | Sarah Hammer      | Larissa Kleinmann |
| janvier 2006  | Los Angeles | Sarah Hammer      | María Luisa Calle | Yulia Aroustamova |
| mars 2006     | Sydney      | Wendy Houvenaghel | Li Wang           | Kristin Armstrong |

#### Classement
| Pos. | Cycliste          | Mos | Man | LAn | Syd | Pts |
| 1.   | Wendy Houvenaghel | 10  | -   | -   | 12  | 22  |
| -    | Sarah Hammer      | -   | 10  | 12  | -   | 22  |
| 3.   | María Luisa Calle | -   | 6   | 10  | -   | 16  |
| 4.   | Li Wang           | -   | -   | 5   | 10  | 15  |
| 5.   | Liza Bochkariova  | 6   | -   | -   | 7   | 13  |

### Course aux points

#### Résultats
| Date          | Lieu        | Vainqueur        | Deuxième        | Troisième               |
| ------------- | ----------- | ---------------- | --------------- | ----------------------- |
| novembre 2005 | Moscou      | Olga Slyusareva  | Yoanka González | Lada Kozlíková          |
| décembre 2005 | Manchester  | Sarah Hammer     | Li Yan          | Gema Pascual Torrecilla |
| janvier 2006  | Los Angeles | Giorgia Bronzini | Rebecca Quinn   | Li Yan                  |
| mars 2006     | Sydney      | Vera Carrara     | Leire Olaberría | Nikki Harris            |

#### Classement
| Pos. | Cycliste        | Mos | Man | LAn | Syd | Pts |
| 1.   | Gema Pascual    | 6   | 8   | 5   | -   | 19  |
| 2.   | Li Yan          | -   | 10  | 8   | -   | 18  |
| 3.   | Vera Carrara    | 4   | -   | -   | 12  | 16  |
| 4.   | Yoanka González | 10  | 6   | -   | -   | 16  |
| 5.   | Rebecca Quinn   | -   | 5   | 10  | -   | 15  |

### Scratch

#### Résultats
| Date          | Lieu        | Vainqueur         | Deuxième           | Troisième               |
| ------------- | ----------- | ----------------- | ------------------ | ----------------------- |
| novembre 2005 | Moscou      | Yoanka González   | Lyudmyla Vypyraylo | Belinda Goss            |
| décembre 2005 | Manchester  | Adrie Visser      | Katherine Bates    | Gema Pascual Torrecilla |
| janvier 2006  | Los Angeles | Sarah Hammer      | Rebecca Quinn      | Yulia Aroustamova       |
| mars 2006     | Sydney      | Yulia Aroustamova | Jarmila Machačová  | Alena Prudnikova        |

#### Classement
| Pos. | Cycliste           | Mos | Man | LAn | Syd | Pts |
| 1.   | Yulia Aroustamova  | -   | -   | 8   | 12  | 20  |
| 2.   | Lyudmyla Vypyraylo | 10  | 4   | -   | -   | 14  |
| 3.   | Belinda Goss       | 8   | -   | -   | 5   | 13  |
| -    | Gema Pascual       | -   | 5   | 5   | -   | 13  |
| 5.   | Gina Grain         | 7   | -   | 4   | 2   | 13  |